# Susanne Juhnke
Susanne Juhnke, auch Susanne Hsiao (* 26. Dezember 1944 als Susanne Tien-Lo Hsiao in Berlin), ist eine deutsche ehemalige Schauspielerin. Sie war die zweite Ehefrau von Harald Juhnke.

## Leben
Die Tochter des aus China stammenden Yunlay Hsiao und seiner aus Ostpreußen stammenden Frau Brigitte Hsiao wuchs in Berlin-Charlottenburg auf. Yunlay Hsiao war 1937 nach Berlin gekommen. Der in Deutschland promovierte Politikwissenschaftler gab Ende der 1940er Jahre die Zeitschrift „Die Weltkugel“ mit dem Untertitel „Zeitschrift für den Weltfrieden“ heraus. Später wurde er Gastronom und eröffnete 1957 das Tai Tung, das lange Zeit das älteste China-Restaurant der Stadt war. Das Plakat, in dem Harald Juhnke Werbung für das Restaurant gemacht hat, erlangte größere Bekanntheit und fand auch im Film Good Bye, Lenin! Einzug.
1964 trat Susanne Juhnke als Lotus Blossom in einer kleinen Nebenrolle in der Russ-Meyer-Erotikkomödie Fanny Hill auf. 1965 drehte sie den Historienfilm Dschingis Khan mit Omar Sharif. Sie trat an Berliner Bühnen auf und spielte in drei Edgar-Wallace-Filmen.
Am 8. April 1971 heiratete sie Harald Juhnke und gab daraufhin die Schauspielkarriere auf. 1972 wurde ihr gemeinsamer Sohn Oliver Marlon geboren. 
Nachdem ihr Mann im Sommer 2000 durch übermäßigen Alkoholkonsum eine irreversible Hirnschädigung erlitten hatte, sei ihr Leben „eine einzige Tragödie“ geworden. Sie litt unter Depressionen und musste ihren äußerst populären Gatten im Dezember 2001 in ein Pflegeheim für Demenzkranke einliefern lassen. 2004 wurde sie zur DRK-Botschafterin ernannt.
Im Oktober 2016 erschien im Heyne Verlag ihre Erinnerungen an die Ehe mit Juhnke sowie ihr Leben nach dessen Tod im April 2005 unter dem Titel Was bleibt, ist die Liebe.

## Filmografie
- 1964: Fanny Hill
- 1965: Dschingis Khan (Genghis Khan)
- 1965: Der unheimliche Mönch
- 1966: Prairie-Saloon (TV)
- 1966: Der Bucklige von Soho
- 1966: Grieche sucht Griechin
- 1966: Die Hölle von Macao
- 1967: Pension Clausewitz
- 1967: Der Mönch mit der Peitsche
- 1968: Der Tod im roten Jaguar
- 1969: Das ausschweifende Leben des Marquis de Sade (De Sade)
- 1978: Ein Mann für alle Fälle (TV-Serie)

## Buchveröffentlichung
- Susanne Juhnke, Beate Wedekind: In guten und in schlechten Tagen: Mein Leben. Droemer, München 2003, ISBN 3-426-77778-9
- Susanne Juhnke: Was bleibt, ist die Liebe. Wie ich meinen Mann an das Vergessen verlor. Erinnerungen an Harald Juhnke Heyne, München 2016, ISBN 978-3-453-20117-0